# Tipula (Lunatipula) diarizos
Tipula (Lunatipula) diarizos is een tweevleugelige uit de familie langpootmuggen (Tipulidae). De soort komt voor in het Palearctisch gebied.